# Tony Thompson (boxe anglaise)
Pour les articles homonymes, voir Thompson et Tony Thompson (homonymie).
Tony Thompson est un boxeur américain né le 18 octobre 1971 à Washington.

## Carrière professionnelle

### Débuts
Tony Thompson commence sa carrière professionnelle en boxe à l'âge de 28 ans, le 27 janvier 2000. Dans les 7 années suivantes, il se forge un bon palmarès : n'ayant connu qu'une seule défaite par décision des juges en 6 rounds lors de son 5e combat, il remporte 31 victoires en battant notamment des challengers comme Timur Ibragimov ou Vaughn Bean, et remporte également quelques ceintures mineures.

### Tony Thompson contre Wladimir Klitschko I et II
Ses résultats lui permettent de briguer un combat pour le titre prévu le 12 juillet 2008, face au nouveau roi des poids lourds, Wladimir Klitschko, champion du monde avec deux ceintures majeures et une mineure. Thompson a été son sparring-partner en 2003, et il va résister à Klitschko plus durement que l'ukrainien ne le pensait. Le champion néanmoins contrôle le combat, et au 11e round, alors que Thompson montre des signes de fatigue de plus en plus évidents, une rapide droite du champion envoie l'américain au tapis, Thompson connaît sa première défaite par KO.
Il combat peu dans les années suivantes, mais enchaîne 5 victoires avant la limite. 4 ans après leur premier affrontement, Wladimir Klitschko, désormais champion du monde WBA, WBO, IBF et IBO, lui accorde sa revanche. Thompson est redescendu à son poids le plus bas depuis plusieurs années mais manque de ring avec peu de combats ces dernières années, le dernier en date remontant de surcroît à 13 mois. Klitschko met Thompson à terre d'un direct du droit au 5e round. Thompson se relève mais une série de coups du champion le renvoie à terre à la reprise suivante, le combat est arrêté après 6 rounds.

### Tony Thompson contre David Price I et II
Malgré cette défaite, à 41 ans et combattant désormais avec un surpoids visible, Tony Thompson continue à boxer. Le 23 février 2013, il est opposé à un des grands espoirs britanniques, David Price. Dans l'esprit de beaucoup, ce combat est un marche-pied pour Price, invaincu et 12 ans plus jeune, censé le faire accéder à de meilleurs combats, Thompson est donné perdant à 7 contre 1. Au 2e round, un crochet du droit de Thompson envoie son adversaire à terre, Price se relève difficilement mais n'est pas en état de reprendre, l'arbitre arrête le combat.
La revanche a lieu 5 mois plus tard. Thompson est à nouveau donné perdant, mais la côte en sa faveur est remontée. Il est mis deux fois à terre au 2e round mais parvient à se relever, et entame un travail au corps qui met Price en difficulté en fin de 4e reprise. À la 5e reprise, David Price encaisse beaucoup de coups, éprouvé, il est compté debout puis arrêté par l'arbitre.

### Dernières années
Revenu dans la lumière avec ces deux victoires inattendues, Thompson combat le mois suivant contre un autre espoir, Kubrat Pulev, ce qui pourrait lui ouvrir les portes d'une 3e chance contre Klitschko mais il est battu par décision unanime des juges.
Le 22 mars 2014, il est opposé au cubain Odlanier Solís, un autre adversaire plus jeune, donné favori. La ceinture internationale WBC est en jeu. Le combat va au bout, à l'issue des 12 reprises, l'opposition de style penche en faveur de Thompson qui l'emporte par décision partagée des juges. Le 6 juin 2014, il est néanmoins battu par décision unanime des juges contre Carlos Takam. Le 27 février 2015, il accorde sa revanche au cubain Odlanier Solís. Ce dernier est peu actif et enrobé, il ne répond pas à l'appel de la 9e reprise et Thompson remporte sa 40e victoire.
Son deuxième combat de l'année 2015 se déroule le 30 octobre, prévu en 10 reprises contre Malik Scott. Thompson envoie ce dernier à terre au 9e round, mais à l'issue du combat, les juges rendent un verdict unanime en faveur de Scott. Le 5 mars 2016, il combat le cubain invaincu Luis Ortiz, mais ce dernier envoie Thompson à terre à 3 reprises et au 6e round, l'arbitre arrête le combat, Thompson connaît sa troisième défaite par KO.